# Amatersko prvenstvo Francije 1927
Amatersko prvenstvo Francije 1927 v tenisu.

## Moški posamično
René Lacoste :  Bill Tilden 6-4, 4-6, 5-7, 6-3, 11-9

## Ženske posamično
Kornelia Bouman :  Irene Peacock 6-2, 6-4

## Moške dvojice
Henri Cochet /  Jacques Brugnon :  Jean Borotra /  René Lacoste 2–6, 6–2, 6–0, 1–6, 6–4

## Ženske dvojice
Irene Peacock /  Bobbie Heine :  Peggy Saunders Mitchell /  Phoebe Holcroft Watson 6–2, 6–1

## Mešane dvojice
Marguerite Broquedis /  Jean Borotra :  Lilí de Álvarez /  Bill Tilden 6–4, 2–6, 6–2